# Lijst van Ahaetuliinae
Onderstaand een lijst van alle soorten toornslangachtigen uit de onderfamilie Ahaetuliinae. Er zijn in totaal 63 soorten, die verdeeld zijn in vijf geslachten. Hiervan is een geslacht monotypisch, wat betekent dat het slechts door een enkele soort wordt vertegenwoordigd. De lijst is gebaseerd op de Reptile Database.
- Soort Ahaetulla anomala
- Soort Ahaetulla dispar
- Soort Ahaetulla fasciolata
- Soort Ahaetulla fronticincta
- Soort Ahaetulla laudankia
- Soort Ahaetulla mycterizans
- Soort Ahaetulla nasuta
- Soort Ahaetulla perroteti
- Soort Ahaetulla prasina
- Soort Ahaetulla pulverulenta
- Soort Chrysopelea ornata
- Soort Chrysopelea paradisi
- Soort Chrysopelea pelias
- Soort Chrysopelea rhodopleuron
- Soort Chrysopelea taprobanica
- Soort Dendrelaphis andamanensis
- Soort Dendrelaphis ashoki
- Soort Dendrelaphis bifrenalis
- Soort Dendrelaphis biloreatus
- Soort Dendrelaphis calligaster
- Soort Dendrelaphis caudolineatus
- Soort Dendrelaphis caudolineolatus
- Soort Dendrelaphis chairecacos
- Soort Dendrelaphis cyanochloris
- Soort Dendrelaphis flavescens
- Soort Dendrelaphis formosus
- Soort Dendrelaphis fuliginosus
- Soort Dendrelaphis gastrostictus
- Soort Dendrelaphis girii
- Soort Dendrelaphis grandoculis
- Soort Dendrelaphis grismeri
- Soort Dendrelaphis haasi
- Soort Dendrelaphis hollinrakei
- Soort Dendrelaphis humayuni
- Soort Dendrelaphis inornatus
- Soort Dendrelaphis keiensis
- Soort Dendrelaphis kopsteini
- Soort Dendrelaphis levitoni
- Soort Dendrelaphis lineolatus
- Soort Dendrelaphis lorentzii
- Soort Dendrelaphis luzonensis
- Soort Dendrelaphis macrops
- Soort Dendrelaphis marenae
- Soort Dendrelaphis modestus
- Soort Dendrelaphis ngansonensis
- Soort Dendrelaphis nigroserratus
- Soort Dendrelaphis oliveri
- Soort Dendrelaphis papuensis
- Soort Dendrelaphis philippinensis
- Soort Dendrelaphis pictus
- Soort Dendrelaphis punctulatus
- Soort Dendrelaphis schokari
- Soort Dendrelaphis sinharajensis
- Soort Dendrelaphis striatus
- Soort Dendrelaphis striolatus
- Soort Dendrelaphis subocularis
- Soort Dendrelaphis terrificus
- Soort Dendrelaphis tristis
- Soort Dendrelaphis underwoodi
- Soort Dendrelaphis walli
- Soort Dryophiops philippina
- Soort Dryophiops rubescens
- Soort Proahaetulla antiqua